# Homalopsis
Homalopsis är ett släkte av ormar i familjen Homalopsidae med fem arter som förekommer i södra och sydöstra Asien.
Arterna är med en längd mellan 75 och 150 cm medelstora ormar. De lever vid vattendrag eller nära havet och simmar ofta i sötvatten eller bräckt vatten. Dessa ormar jagar fiskar och groddjur. De kan vara skadedjur vid fiskodlingar. Honor lägger inga ägg utan föder levande ungar.
Arterna är:
- Homalopsis buccata
- Homalopsis hardwickii
- Homalopsis mereljcoxi
- Homalopsis nigroventralis
- Homalopsis semizonata